# Parafia Opatrzności Bożej w Wąpiersku
Parafia Opatrzności Bożej w Wąpiersku – parafia rzymskokatolicka, znajdująca się w diecezji toruńskiej, w dekanacie Lidzbark Welski.
Na obszarze parafii leżą miejscowości: Wąpiersk, Jeleń, Koty. 